# Reiher (Schiff, 1914)
Die Reiher war ein Fischereilogger, der im Zweiten Weltkrieg als Hilfskriegsschiff von der Kriegsmarine genutzt und nach dem Krieg unter zunächst deutscher, ab 1955 mit mehrfachen Umbauten und wechselnden Aufgaben unter norwegischer Flagge fuhr, bis er 1999 sank.

## Bau und technische Daten
Das Schiff lief im Februar 1914 auf der Werft von J. S. Figee in Vlaardingen (Niederlande) als Segellogger vom Stapel und wurde von der Bremen-Vegesacker Fischerei-Gesellschaft in Vegesack mit dem Namen Reiher und dem Fischereikennzeichen BV 43 in Dienst gestellt. Es war 24,33 m lang und 6,65 m breit, hatte 2,82 m Tiefgang und war mit 99 BRT und 74 NRT vermessen.

## Schicksal

### Unter deutscher Flagge
Das Schiff fuhr bis zum Beginn des Zweiten Weltkriegs für die BVFG. Im Juni 1925 wurde es auf der Werft C. Lühring in Hammelwarden verlängert und mit einem Viertakt-Zweizylinder-Dieselmotor von Deutz mit 100 PS ausgestattet. Die bisherige Segeltakelage wurde entfernt. Das Schiff war nun 26,8 m lang und mit 120 BRT bzw. 62 NRT vermessen.
Am 9. Oktober 1939 wurde es von der Kriegsmarine requiriert und mit der Bezeichnung H 244 bei der 2. Hafenschutzflottille in Wilhelmshaven in Dienst gestellt. Die Flottille wurde Anfang Juli 1942 in Hafenschutzflottille Wilhelmshaven umbenannt und die Reiher erhielt die neue Bezeichnung DW 44.
Nach Kriegsende wurde die Reiher – als Kriegsbeute wegen ihres Alters uninteressant – im Juli 1945 an ihre ehemaligen Eigner zurückgegeben und wieder in der Heringsfischerei eingesetzt.

### Unter norwegischer Flagge
Im September 1955 wurde das Schiff nach Norwegen verkauft, und die neuen Besitzer, Rasmus und Mikal Ellingsen auf Utsira, ließen es bei Terje Welles Båtbyggeri in Egersund zum Fisch- und Frachtschiff umbauen. Das nun Sirahav (Kennzeichen: R-21-U) genannte Schiff mit Heimathafen Haugesund war jetzt 30,05 m lang, mit 113 BRT und 57 NRT vermessen, und hatte eine Tragfähigkeit von 155 tdw. 1959 wurde ein 1953 von Finnøy Gear & Propeller hergestellter Zweitakt-Zweizylinder-Dieselmotor mit 150 PS eingebaut. Ab 1963 wurde die Sirahav, mit leicht verringerter Tragfähigkeit von 148 tdw, von neuen Eignern, Lars Jektevåg in Steinesvåg auf Finnøy und Odd Førre aus Haugesund, betrieben. 1968 erfolgte ein erneuter Verkauf, diesmal an Ivar Petterson aus Vik i Sogn; Heimathafen blieb jedoch weiterhin Haugesund. Erst mit dem Verkauf an Agnar Aas aus Stamneshella (Kommune Vaksdal) im Jahre 1970 erfolgte ein Wechsel zum Heimathafen Bergen. 1975 wurde ein Zweitakt-Fünfzylinder-Diesel von Wichmann mit 375 PS eingebaut. 1979 verkauften Agnar and Torbjørn Aas das Schiff an Ragnar Vatsö aus Bremanger, der es in Frøysjø umbenannte. Nach erneutem Besitzerwechsel im Oktober 1984 an Gunvald Sundsøy aus Florø wurde 1985 ein 1976 gebauter 240-PS-Viertakt-Achtzylinder-Motor von Detroit Diesel eingebaut; Heimathafen war nun Florø. 
Bereits im Juli 1987 erfolgte ein erneuter Verkauf, an Steinar Antonsen in Hammerfest, der das Schiff in Veronica umbenannte und in Hammerfest registrierte (IMO-Nummer 5329865). Sein Sohn Torgeir Antonsen ließ sie 1990 zum Lebendfisch-Transporter umbauen und dabei einen Viertakt-Sechszylinder-Diesel von Cummins mit 507 PS einbauen; nach dem Umbau hatte die Veronica 125 BRT und 63 NRT. Noch zwei weitere Male wechselte der Eigentümer der Veronica: ab Mai 1994 war es die Veronica A/S in Hammerfest, ab November 1998 die Havfangst A/S in Hansnes. 
Das inzwischen 85 Jahre alte Schiff sank 1999 vor der norwegischen Westküste.